# Le Monde irrésistible de Richard Scarry
Le Monde irrésistible de Richard Scarry (The Busy World of Richard Scarry) est une série télévisée d'animation américano-canado-française en 65 épisodes de 25 minutes, produits par CINAR, France Animation et Paramount Television, et diffusée aux États-Unis entre le 9 mars 1994 et 29 mars 1996 sur Showtime puis Nickelodeon, et au Canada sur Family.
Au Québec, la série a été diffusée à partir du 10 septembre 1994 dans Vazimolo à la Télévision de Radio-Canada, et en France à partir du 25 février 1995 sur France 3.
Une seconde série, nommée Les Mystères de Richard Scarry a été annoncée en 2007. Elle a été rediffusée sur Cartoon Network et France 5.

## Synopsis
La série se déroule dans la ville fictive de Busytown et met en vedette principalement Huckle Cat, Lowly Worm et beaucoup d'autres habitants de Busytown. Chaque «humain» de la série est un animal anthropomorphe, le plus souvent des cochons, des renards, des races de chiens, des souris, des lapins, des chèvres et des chats. Chaque épisode comporte toujours un conflit (qui est finalement résolu à la fin). Cependant, des épisodes mettant en scène d'autres animaux anthropomorphes, comme Couscous capturant Pépé le Gangstaire et ses rats sales, Sam et Dudley, Sneef, Concombres et Cornichons, etc. ont eu lieu à l'extérieur de Busytown dans d'autres endroits du monde.

## Distribution

### Voix françaises
- Mimi Young : Cassis
- Olivier Jankovic : Asticot
- Patricia Legrand : Groseille
- Danièle Hazan : Fiona, la maman de Cassis et Groseille
- Michel Tugot-Doris : M. Maladroit
- Patrice Baudrier : le gendarme Vroum-Vroum
- Amir Haddad : Le Elephant
- Laurence Dourlens
- Marc Bretonnière

 Source et légende : version française (VF) sur RS Doublage et Planète Jeunesse

### Voix québécoises
- Pascale Montreuil : Cassis
- Antoine Durand : Asticot
- Aline Pinsonneault : Groseille
- Olivier Visentin : Louis d'Or
- Violette Chauveau : Mais Oui
- Romy Kraushaar-Hébert : Mais Non

 Source et légende : version québécoise (VQ) sur Doublage.qc.ca